# Hans Christoffer Richter
Hans Christoffer Richter, född omkring 1756, död 14 mars 1829 i Stockholm, var en svensk bokbindare.
Hans Christoffer Richter flyttade som ung till Ryssland som bokbindare och var i ungefär tjugo år verksam i Sankt Petersburg. Då han under Gustav III:s ryska krig visat olämpligt stort intresse för svenska fångar, blev hans ställning osäker. Han sökte sig därför 1791 till Stockholm, där han mot bokbinderiämbetets avslag fick Kunglig Majestäts tillstånd att utan föregående prov öppna egen verkstad. 1793 antogs han som mästare. Richter utförde sina band i grön eller röd marokäng. Genom sina eleganta vinjetter i guldtryck på ryggar och pärmar införde han empirstilen i svenskt bokbinderi. Han erhöll Illis quorum 1816.